# غاوسو يوسف سيبي
غاوسو يوسف سيبي هو لاعب كرة قدم غيني، ولد في 15 أبريل 2000.